# Koroška vrata

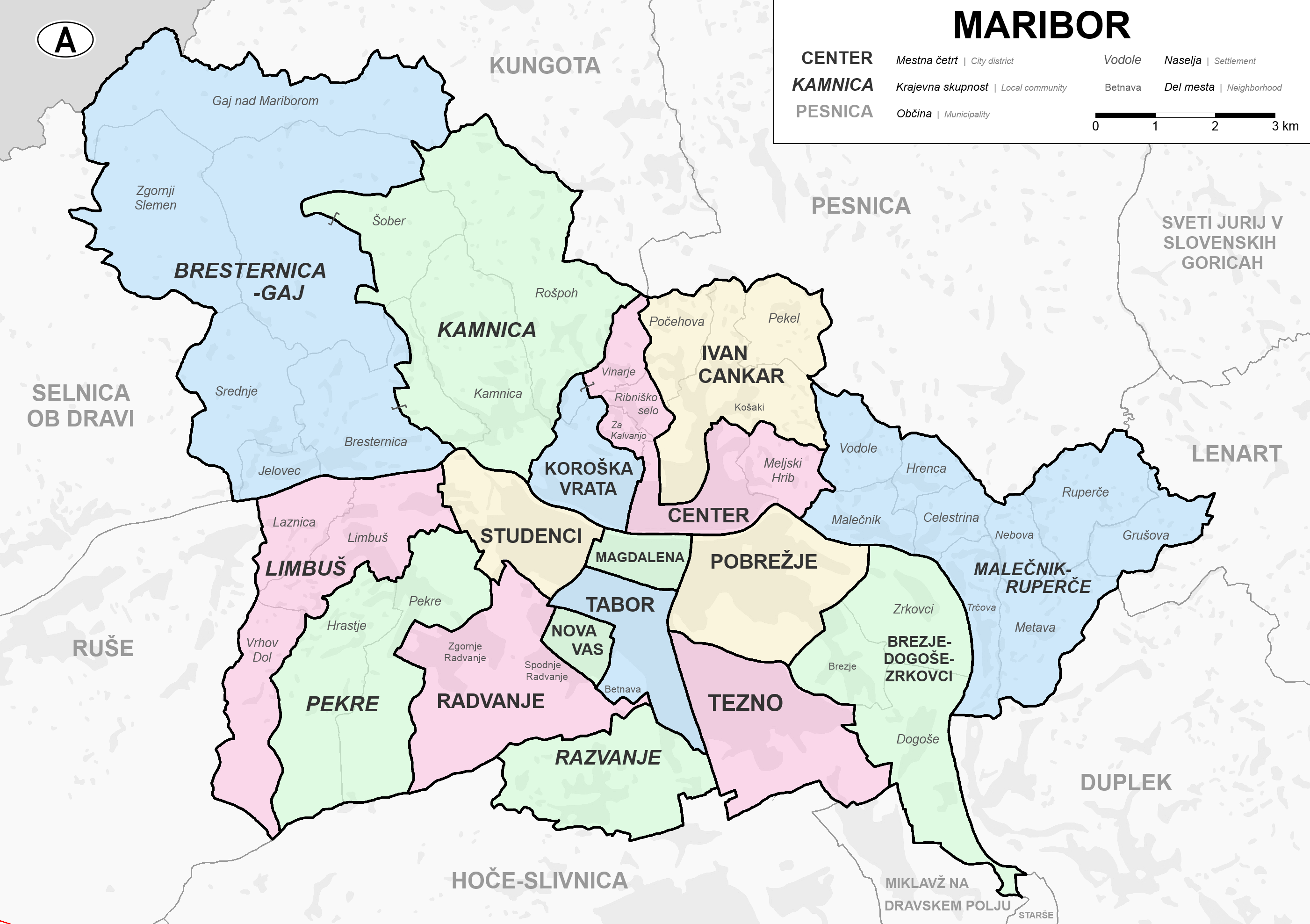
Stadtbezirke und Ortsgemeinschaften von Maribor

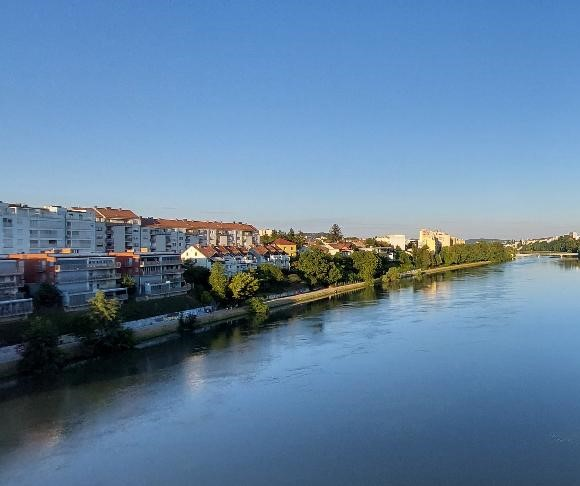
Die Drau vor Koroška vrata

Mestna četrt Koroška vrata, Kurzform: MČ Koroška vrata (deutsch Stadtbezirk Koroška vrata, wörtlich: Kärntner Tor) ist der Name eines Stadtbezirks  in der slowenischen Stadtgemeinde Maribor (Marburg an der Drau).

## Lage
Der Bezirk grenzt im Osten und Nordosten an den Stadtbezirk Center bis zu den Straßen Pristaniška, Strossmayerjeva und Trubarjeva, im Westen und Nordwesten an die Ortsgemeinschaft Kamnica, im Norden reicht er bis zum Fuß des Kalvarienberges. Im Süden trennt die Drau den Bezirk von den Stadtbezirken Studenci und Magdalena.
Mit Studenci ist Koroška vrata am linken Ufer der Drau über die Brücke Koroški most (deutsch: Kärntner Brücke) und die Fußgängerbrücke Studenška brv (deutsch: Studenci-Steg) verbunden.

## Universität Maribor
- Auf dem Gebiet des Stadtquartiers befinden sich folgende Fakultäten der Universität Maribor: Bauingenieurwesen, Verkehrstechnik und Architektur, Bildungswissenschaften, Chemie und Chemische Technologie, Elektrotechnik und Informatik, Maschinenbau, Naturwissenschaften und Mathematik, Philosophie.

## Sehenswürdigkeiten und Bauwerke
- Herrenhaus Račji Dvor (Ratzerhof)[2]
- Koroški most
- Studenška brv

- Trije Angeli-Skulpturen auf dem Urbani Plateau

## Freizeitangebote
- Wanderwege entlang der Drau von Lent bis zur Flussinsel Mariborski otok[3]
- Wanderwege zum Kalvarienberg
- Stadion Ljudski vrt

## Straßen
Belačeva ulica, Bernekerjeva ulica, Bezenškova ulica, Černičeva ulica, Gosposvetska cesta, Gregorčičeva ulica, Hermankova ulica, Kajuhova ulica, Kamniška ulica, Kmetijska ulica (Bauerhof-Gasse), Kočevarjeva ulica, Koprivnikova ulica, Koroška cesta, Kosarjeva ulica, Lavričeva ulica, Levčeva ulica, Marčičeva ulica, Marionova ulica, Medvedova ulica, Mladinska ulica, Njegoševa ulica, Ob bregu, Pasterkova ulica, Podjunska ulica, Poljančeva ulica, Prežihova ulica, Raški Dol, Ribiška ulica, Rosinova ulica, Sadjarska ulica (Obstgarten-Gasse), Sernčeva ulica, Smetanova ulica, Strma ulica, Tomanova ulica, Turnerjeva ulica, Ulica Lizike Jančar, Vilharjeva ulica, Vinarje, Vinarska ulica, Vrbanska cesta, Žnidaričeva ulica